# Nanna unispinosa
Nanna unispinosa är en tvåvingeart som först beskrevs av Malloch 1920.  Nanna unispinosa ingår i släktet Nanna och familjen kolvflugor.
Artens utbredningsområde är Alaska. Inga underarter finns listade i Catalogue of Life.